# Phaeochrous rhodesianus
Phaeochrous rhodesianus is een keversoort uit de familie Hybosoridae. De wetenschappelijke naam van de soort is voor het eerst geldig gepubliceerd in 1918 door Schouteden.